# مردم ارمنی
مردم ارمنی یک گروه قومی کهن و بومی در غرب آسیا هستند. شمار ارمنی‌ها (ارمنی: հայեր) در جهان حدود ۱۱ تا ۱۶ میلیون نفر برآورد شده است. هم‌اکنون حدود ۳ میلیون نفر از ارمنی‌ها در کشور ارمنستان زندگی می‌کنند؛ باقی این جمعیت نیز در سایر کشورهای جهان پراکنده‌اند و جامعه ارمنی‌های پراکنده را تشکیل می‌دهند.

## خاستگاه
دیدگاه نخست چنین است که این قوم در اثر ادغام تدریجی اقوام مهاجر هند و اروپایی (قوم آرمن) با اقوام بومی قدیمی‌تر ساکن در فلات ارمنستان مانند:هوری، اورارتویی، لوویان و هایاسا به‌وجود آمده‌است. بر پایه دیدگاه دیگر ارمنیان از آغاز در موطن اصلی خود فلات ارمنستان می‌زیستند لیکن از ادغام اقوام گوناگون پدید آمده‌اند. ارمنیان خود را «های» و کشورشان را هایک یا «هایاستان» می‌نامند.

در مورد پیدایش و نام ارمنیان موسس خورناتسی در کتاب خود این‌گونه می‌نویسد که: 
«ملت ارمنی بخاطر نام هایک سردودمان ارمنیان خود را «های» می‌نامد اما نامی که دیگر اقوام بر آنان بکار می‌برند یعنی «آرمن» یا «ارمن» از نام «آرام» یکی از اخلاف هایک اخذ گردیده‌است. از این رو اقوام همجوار کشو ما را به نام او می‌نامند. سورن یرمیان تاریخ‌نگار ارمنی نام «خای» را به سرزمین مشتمل بر استان‌های «هایک بزرگ و هایک کوچک» منتسب می‌کنند که در سنگ‌نبشته‌های «هیتی» به صورت «هایاسا یا خایاشا» آمده‌است».
در متون کهن ارمنی، هایک را یکی از نوادگان نوح و از دودمان یافث دانسته‌اند. در کتاب مؤسس خورناتسی آمده‌است که هایک پس از کشتن بل و در هم شکستن سپاه وی در محل نبرد ملکی بنا کرد و آن را «هایخ» نامید. از این رو تا زمان مؤسس خورناتسی (سده ۵ میلادی) نیز این ناحیه «هایوتس – دزور» نامیده می‌شد. هایوتس در زبان ارمنی به مفهوم «ارمنیان» و دزور به معنای «دره» است.

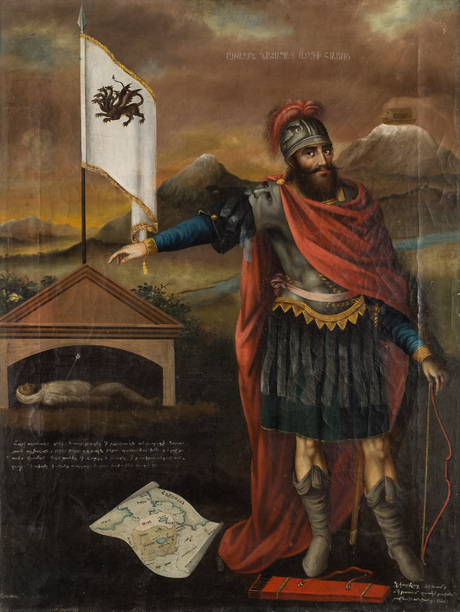
هایک بزرگ بنیان‌گذار ملت آرمن در کنار آرامگاه بل و نقشه کنار آن منطقه دریاچه وان و کوه آرارات، با کشتی نوح را نشان می‌دهد

تنی چند از دانشمندان نام «های» را با واژه «هاتی» که نام حتیان بوده مربوط دانسته‌اند. پیوتروفسکی این نظریه را مستدل و استوار دانسته‌است. پاتکانوف بر آن بود که «های» در آغاز نام قومی جداگانه بوده که بر دیگر اقوام مجاور برتری داشته و نام خود را به همه آن‌ها داده‌است. در آسیای صغیر به هنگام کاوش‌های باستان‌شناسی در ناحیه هتوشش تختگاه کهن دولت حتیان، کتیبه‌ای متعلق به هزاره دوم قبل از میلاد کشف شده و این قدیم‌ترین منابعی است که در آن از کشور هایاسا و مردم آن یاد شده‌است. با کشف کتیبه «حِتی» سده ۱۴ پیش از میلاد معلوم شد که سرزمین شمال غرب ارمنستان، هایاسا نام داشته‌است. «کاپانتسیان» یادآور شده که (سا) و (شا) در زبان‌های اقوام آسیای صغیر صورت پسوندی را داشته که مشخص‌کننده نام سرزمین و محل معینی بوده‌است. چنین نتیجه‌ای حاصل شده‌است که وجود دو قوم در تشکیل مردم ارمنستان مؤثر بوده‌است که یکی از آن‌ها ساکن ارمنستان شرقی و شامل اتحاد قومی «ارمنیا» و دیگری ساکن ارمنستان غربی و شامل اتحاد قومی «هایاسا» بوده‌است.
یعقوبی در تاریخ یعقوبی مردم ارمنستان را از قوم ارمن معرفی می‌کند. یعقوبی می‌نویسد:

فرزندان عامور بن ثوبل بن یافث بن نوح به طرف چپ خاور بیرون شدند و جمعی از آنها؛ یعنی فرزندان ناعوما از ناحیه جربی به سمت شمال رفتند و در شهرها پراکنده شده و چندین امت شدند به نام‌های برجان، دیلم، تبر، طیلسان، جیلان، فیلان، الان، خزر، دودانیه و ارمن.

قدیمی‌ترین سندی که نام ارمنستان در آن آمده‌است سنگ نوشته‌ای هخامنشی مربوط به قرن ششم قبل از میلاد از دوران داریوش اول است. در این سنگ نوشته که به سه زبان پارسی باستان، ایلامی، و اکدی (Akkadian) نگاشته شده از این سرزمین به ترتیب به نامهای آرمینا (فارسی)، اوراشتو (اکدی)، و هارمینویا (ایلامی) یاد شده‌است. همچنین در آثار یونانیان از جمله گزنفون و هکاتئوس مربوط به قرن پنجم قبل از میلاد نام ارمنستان ذکر شده‌است.

## ارمنیان در سایر نقاط جهان

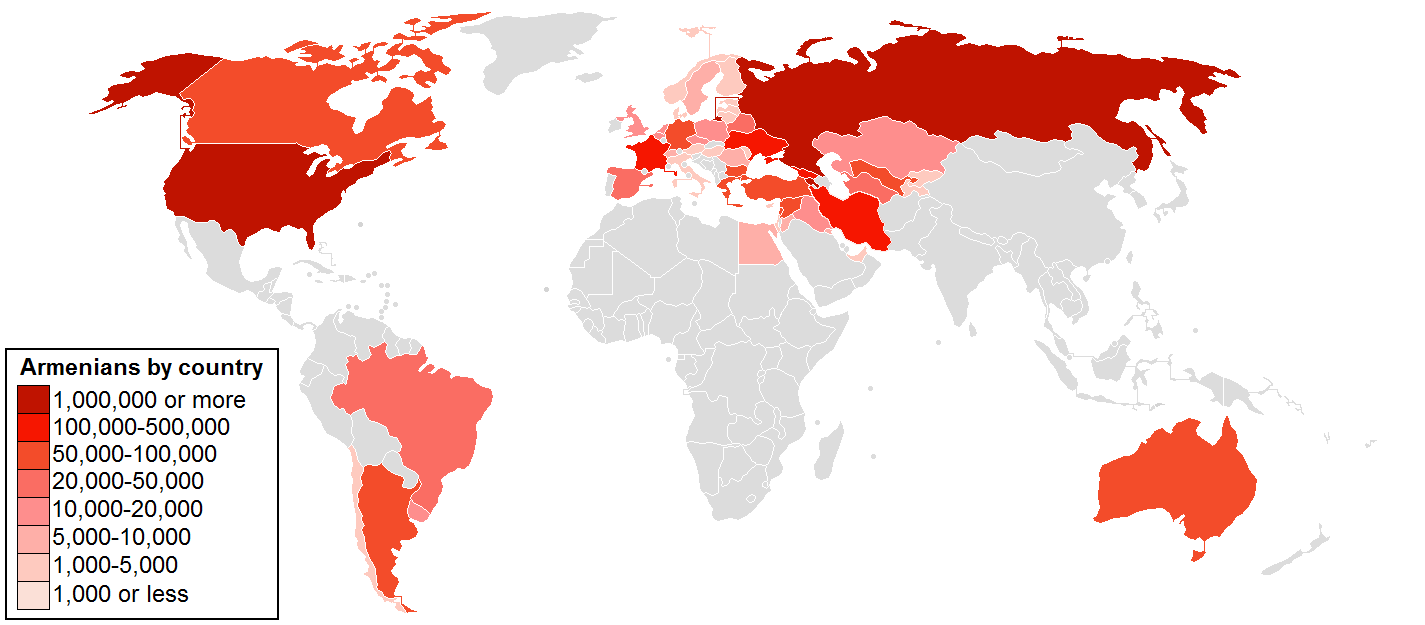
نقشه جماعت ارمنیان پراکنده

جماعت ارمنیان پراکنده یا دیاسپورای ارمنی (و یا به ارمنی اسپیورکاهایوتیون սփյուռքահայություն و به انگلیسی Spiurkahayutiun) جوامع ارمنیِ ساکن در خارج از ارمنستان و قره‌باغ (آرتساخ) را به‌وجود آورده‌است.
جمعیت ارمنی ساکن در سراسر جهان حدود ۱۱٬۰۰۰٬۰۰۰ نفر تخمین زده می‌شود، اما تنها حدود ۲٬۹۹۸٬۶۰۰ نفر آن‌ها در ارمنستان و حدود ۱۴۰٬۰۰۰ نفر نیز در قره‌باغ و حدود ۱۲۰٬۰۰۰ نفر هم در جاواختی ساکنند.
جمعیت دیاسپورای ارمنی (با بیشترین میزان جمعیتش در روسیه، ایالات متحده، فرانسه، آرژانتین، اوکراین، لبنان، سوریه، ایران و گرجستان) حدود هشت میلیون نفر تخمین زده می‌شود. در واقع کمتر از یک سوم جمعیت ارمنیان جهان در ارمنستان زندگی می‌کنند.

## فرهنگ

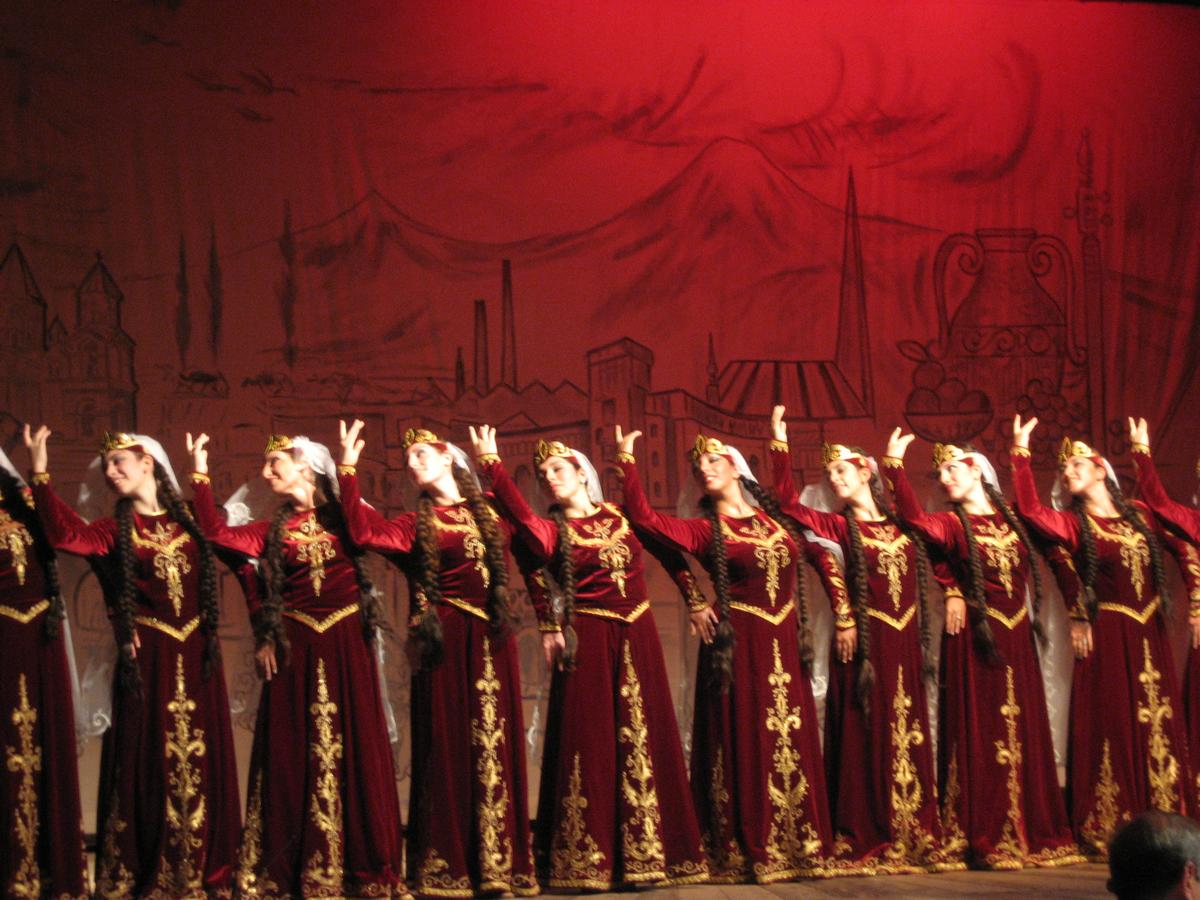
رقص سنتی ارمنیان

فرهنگ ارمنی (به ارمنی: Հայկական մշակույթ) بر پایه فرهنگ اقوام و طوایف از دیرباز ساکن در سرزمین کوهستانی ارمنستان رشد و تکامل یافته‌است؛ لذا در تکوین و رشد این فرهنگ نقش فرهنگ اورارتوها نقشی بسزا و بزرگ است. بخش‌های زیادی از فرهنگ ارمنستان براساس جغرافیا، ادب و هنر و موسیقی ارمنی پایه‌گذاری شده‌است. ارمنیان خود برای زبانشان نام‌های «هایِرن» و «آشخارابار» یا «آشخاری» را بکار می‌برند. البته نام «آشخاری» بیشتر از سوی ادیبان بکار می‌رود.

## تاریخ

### تاریخ ارمنستان

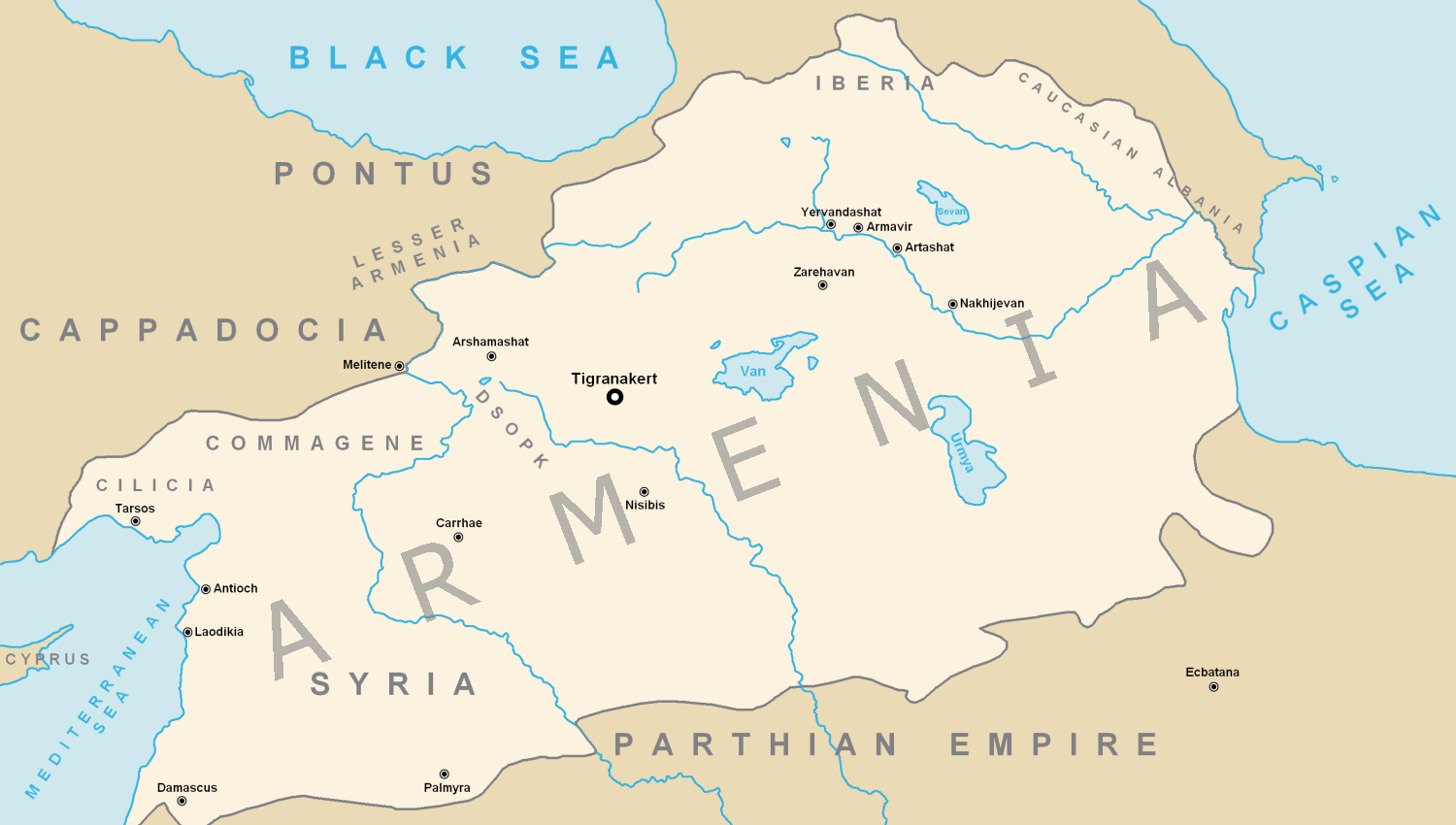
ارمنستان بزرگ در بزرگترین اندازه خود در زمان تیگران دوم (۹۵–۵۵ پیش از میلاد)

در زمان دودمان یرواندونی روند تشکیل ملت ارمنی به مرحله پایانی خود رسید. پس از لشکر کشی اسکندر مقدونی و پایه‌گذاری حکومت سلوکی، آرتاشس اول پادشاه ارمنستان بر آنان شوریده و پادشاه ارمنستان بزرگ را در صده اول قبل از میلاد بنیان نهاد که در زمان تیگران بزرگ به اوج قدرت خود رسید.
در زمان سلسله اشکانی ارمنستان تحولات جدیدی به وقوع پیوست. به سال ۳۰۱ میلادی مسیحیت را به عنوان دین رسمی حکومت خود پذیرفتند، در این هنگام جمعیت آنان به ۴ میلیون نفر بالغ می‌گردید و وسعت ارمنستان بزرگ به ۳۱۲ هزار کیلومتر مربع می‌رسید پس از فروپاشی پادشاهی اشکانی ارمنستان با مبارزات آزادیبخش خود در برابر ساسانیان و امپراتوری رم شرقی و آنگاه حکومت اعراب توانستند هویت ملی و معنوی-فرهنگی خود را نگهدارند. در سال ۴۰۵ میلادی الفبای ارمنی ابداع شده باعث استواری هر چه بیشتر فرهنگی و معنوی گردید که در شرایط غیبت حکومت ملی توانست در یکپارچگی آنان سهیم گردد.
پس از پیکار و شورش‌های بی‌امان آزادیبخش مردم در برابر چیرگان خارجی حکومت متحد ارمنیان بدست دودمان باگراتونی بنیان نهاده شد. پس از چندی حکومت‌های دیگری نیز تأسیس یافت مانند حکومت آرزرونی که بسال ۱۰۲۱ میلادی بدست بیزانس منقرض گردید. در اثر ستم‌های حکومت‌های بیزانس، اعراب و سپس در اثر تاخت و تازهای ترکان سلجوقی ارمنیان بسیاری از سرزمین خود کوچ نموده به کشورهای دیگر رفتند. یکی از مهم‌ترین آن‌ها کیلیکیه در کنار دریای مدیترانه بود و در آنجا آنان توانستند حکومتی مستقل تأسیس نمایند که به پادشاهی ارمنی کیلیکیه یا «ارمنستان کوچک» شهرت یافت.
در زمان تقویت گرجستان (سده‌های ۱۲ و ۱۳ میلادی) بخش‌های شمالی و مرکزی ارمنستان از دست سلجوقیان آزاد شده به سرکردگی ارمنستان زاکارید حکومت ارمنستان احیاء شد. مهاجرت ارمنیان و رکود اقتصادی و فرهنگی آنان در زمان لشکرکشی تاتارها و مغولان و تاخت تازهای تیمور لنگ و طوائف آق‌قویونلو و قره قویونلو (سده‌های ۱۴ و ۱۵ میلادی) برای ارمنستان اسفناک بود. در سده ۱۶ میلادی ارمنستان تحت سیطره امپراتوری عثمانی و صفویان ایران قرار گرفت. روسیه تزاری بسال ۱۸۲۸ میلادی ارمنستان شرقی را به تصرف خود درآورد بدین سان ارمنیان در زیر سه حکومت روسیه، عثمانی و ایران قرار گرفتند. حکومت سلطان عثمانی با سیاست ضد ارمنی خود دست به کشتارهای توده‌ای در ارمنستان غربی زده از ۱۸۹۴ تا ۱۸۹۶ میلادی بیش از ۳۰۰ هزار نفر را قتل‌عام کردند.
مبارزه ارمنیان در رهایی از دولت عثمانی آغاز گردید و مسئله ارمنی در محافل حکومتی و سیاسی اروپا مطرح شده آنان گهگاه در اثر ضرورت از این مسئله به عنوان حربه‌ای در برابر سلطان عثمانی استفاده نمودند. در سال ۱۹۱۵ حکومت ترکان جوان دست به نخستین نسل‌کشی سده بیستم میلادی زده بیش از یک و نیم میلیون ارمنی را در ارمنستان غربی به کام نیستی فرستاد.
در اثر مبارزات ارمنیان آنان موفق شدند پس از نبرد سارداراباد و نبرد قره کلیسا به سال ۱۹۱۸ میلادی پس از پنج سده حکومت خود را احیاء نمایند. در مدت حدود دو سال اولین جمهوری ارمنستان در بخش کوچکی از ارمنستان باستان تأسیس شد. بر اساس معاهده سور ترکیه مکلف شد شش ولایت ارمنی را به جمهوری ارمنستان بازپس دهد؛ لیکن با قدرت رسیدن کمال آتاتورک این امر جامه عمل نپوشید. از سویی دیگر قسمتی از آرتساخ و تمامی خاک نخجوان و آخالکالاکی در تصرف جمهوری‌های آذربایجان و گرجستان شوروی باقی ماند. از سال ۱۹۲۰ حکومت سوسیالیستی؛ ارمنستان شوروی جانشین آن گردید.
پس از فروپاشی اتحاد جماهیر شوروی؛ جمهوری ارمنستان در تاریخ ۲۱ سپتامبر ۱۹۹۱ اعلام گردید.

### تاریخچه مردم ارمنی در ایران
بسیاری از مناطق آذربایجان از دیرباز محل سکونت ارمنی‌ها بوده‌است. وجود یکصد و هشتاد و هفت کلیسا و کلیسای کوچک (دَیر) ارمنی در نقاط مختلف آذربایجان، مانند قره کلیسا در چالدران (دوره صفوی)، کلیسای استفانوس مقدس در جلفای ارس (سده نهم میلادی)، کلیسای زور زور در در چالدران (دوره صفوی)، کلیسای مریم‌مقدس دره‌شام (سدهٔ شانزدهم میلادی) و کلیسای موجومبار نشانه‌هایی از حضور ارمنیان در این منطقه است.
سال‌ها پیش از آنکه شاه عباس بزرگ، ارمنیان را به داخل فلات ایران کوچ دهد، بازرگانان ارمنی از طریق شیراز و بندرعباس با هندوستان داد و ستد داشتند. «هایک عجمیان»، محقق نام آشنای ارمنی، شش دهه پیش در قبرستان ارمنیان شیراز در باباکوهی، سنگ مزارهایی از ارمنیان یافت که تاریخ ۱۵۵۰ میلادی داشتند. این امر نشان می‌دهد که حداقل پنجاه سال پیش از مهاجرت اجباری بزرگ ارمنیان بازرگانان ارمنی در شیراز مستقر بوده و کلیسا و خانه‌هایی داشتند.
در سال ۹۹۹ ه‍.ق به موجب پیمان منعقده میان نمایندگان شاه عباس صفوی و سلطان مراد سوم خلیفه عثمانی، تبریز، باختر ایران و ارمنستان، شکی، شروان، گرجستان و قره‌باغ تحت سیطره دولت عثمانی درآمد.
در سال ۱۰۱۳ ه‍.ق شاه عباس بخش اعظمی از آذربایجان، ارمنستان و قره‌باغ را از عثمانیان بازپس گرفت ولی بمحض اطلاع از حرکت سردار عثمانی از شروان بسوی قارص، ساحل جنوبی رودخانه ارس عقب‌نشینی کرد و دستور داد ارمنیانی که در مسیر حرکت سپاهیان عثمانی اسکان داشتند، خانه و کاشانه خود را رها و به این منطقه کوچانده شوند. طبق فرمان شاه عباس ارمنیان جلفای نخجوان به اصفهان کوچانده و ابتدا در شمس‌آباد اصفهان سکنی گزیدند و به مرور زمان جلفای اصفهان را بنا نهادند.
آراکل داوریژتسی توصیف کاملی از وقایع این دوران را به شرح ذیل بازگو کرده‌است:
«پس از خروج از ایروان، شاه عباس دستور داد سپاهیانش عقب‌نشینی کنند و تمامی شهرها و روستاهای سر راهشان را تا مرزهای ایران ویران سازند تا به این ترتیب مانع از تعقیب سریع سپاهیان عثمانی شوند. آن‌ها به هر شهر و روستایی که می‌رسیدند خانه‌ها را ویران می‌کردند، مزارع را آتش می‌زدند، دام‌ها را هلاک می‌ساختند و ساکنان آنجا را وادار به ترک خانه‌هایشان می‌کردند و آنان را کوچ می‌دادند. هر کس در مقابلشان ایستادگی می‌کرد و حاضر به رفتن نمی‌شد یا اینکه توان رفتن نداشت محکوم به مرگ بود. بدین ترتیب، سپاهیان شاه عباس اکثر شهرها و روستاهای ارمنی‌نشین واقع در دشت آرارات را ویران کردند و سکنهٔ آن مناطق را به مقصد ایران با خود همراه ساختند.
هنگامی که این جمعیت به واغارشاپات رسیدند به شاه عباس خبر رسید که دسته‌ای از سپاهیان عثمانی در حال نزدیک شدن به آنان هستند. شاه عباس که می‌دانست با این جمعیت انبوه از مردم بی دفاع نخواهد توانست در برابر این سپاهیان بایستد و بجنگد به سرداران لشکرش دستور داد که دسته‌های مردم را با سرعت بیشتری حرکت دهند؛ بنابراین، آن تعداد از جمعیت که قادر به حرکت نبودند، از جمله پیران و بیماران و کودکان، ناگزیر ماندند و پر واضح است که به چه سرنوشتی گرفتار آمدند. بالأخره، شاه عباس به همراه جمعیت مهاجر ارمنی به جلفا رسید. اکنون باید از رودخانهٔ ارس عبور می‌کردند. دوباره به شاه عباس خبر دادند که سپاه عثمانی به نخجوان رسیده‌است. با شنیدن این خبر شاه عباس که می‌دانست فرصت زیادی ندارد به سپاهیان خود دستور داد تا مردم را وادار به عبور هر چه سریع تر از رودخانه کنند. رودخانه خروشان بود و خطرناک و مردم یا باید عبور می‌کردند یا در آنجا منتظر رسیدن قشون عثمانی می‌ماندند که در آن صورت مرگشان حتمی بود. به ناچار عبور از رودخانه را انتخاب کردند.»
از حدود سیصد و پنجاه هزار تن از ارمنیان به تعداد سیصد هزار تن از آنان در رودخانه غرق شدند. اگر چه شاه عباس بخش اعظمی از ساکنان ارمنی شهرها و روستاهای ارمنستان را به ایران کوچ داد، اما این بدان معنا نبود که این سرزمین‌ها خالی از سکنه شدند. هنوز بسیاری از ارمنیان در شهرها و روستاهای این نواحی سکونت داشتند که از آن پس تا نیمه اول سده نوزدهم زندگی آن‌ها کم و بیش دستخوش حوادث و تهاجم‌های ناگوار است. به علت ناسازگاری اوضاع اقلیمی گیلان با طبیعت ارمنیان تعداد بسیاری از ارمنیان گیلان درگذشتند. ارمنیان مازندران بیشتر در فرح‌آباد سکونت گزیدند.
ارمنیان ساکن در نواحی روستایی به کشاورزی، دامداری و باغداری و ارمنیان جلفا به داد و ستد اشتغال یافتند. به موجب اعتماد خاصی که شاه عباس به تجار ارمنی داشت آنان را جهت صدور ابریشم که در اختیار خود شاه بود به خدمت گرفت. پس از درگذشت شاه عباس اوضاع ارمنیان دگرگون شد. جانشینان شاه عباس به آزار و اذیت تجار ارمنی پرداختند و مالیات‌های بسیار سنگینی به دارائی‌های آنان بستند.
در دوران حکومت نادرشاه هم ارمنیان از شرایط مساعدی بهره‌مند نبودند، به عنوان مثال، ناچار بودند سالیانه ۶۰٬۵۰۰ نادری به حکومت غرامت بپردازند و بدین ترتیب بدنبال اعمالِ عُمال نادرشاه، برخی از ارمنیان به هندوستان، هندوچین و جاوه مهاجرت کردند. در برخی از نواحی ایران، ارمنیان حق نداشتند سواره وارد شهر شوند و فقط می‌توانستند به مشاغلی چون زرگری، نجاری، تجارت و تهیه شراب اشتغال یابند.
در دوران قاجار، تحولاتی در اوضاع ارمنیان ایران حادث شد و به دنبال خدمات آنان در دوران مشروطیت، آنان سرانجام حقوق یک شهروند ایرانی که سال‌ها از آن محروم بودند را یافتند.